# Терни-Сорни
Терни́-Сорни́ (фр. Terny-Sorny) — коммуна во Франции, находится в регионе Пикардия. Департамент коммуны — Эна. Входит в состав кантона Фер-ан-Тарденуа. Округ коммуны — Суасон.
Код INSEE коммуны — 02739.

## Население
Население коммуны на 2010 год составляло 304 человека.
| 1962 | 1968 | 1975 | 1982 | 1990 | 1999 | 2010 |
| ---- | ---- | ---- | ---- | ---- | ---- | ---- |
| 221  | 253  | 244  | 230  | 315  | 327  | 304  |

## Экономика
В 2010 году среди 204 человек трудоспособного возраста (15—64 лет) 146 были экономически активными, 58 — неактивными (показатель активности — 71,6 %, в 1999 году было 58,7 %). Из 146 активных жителей работали 134 человека (80 мужчин и 54 женщины), безработных было 12 (6 мужчин и 6 женщин). Среди 58 неактивных 19 человек были учениками или студентами, 19 — пенсионерами, 20 были неактивными по другим причинам.